# Логорун
Логорун је мало ненасељено острво у хрватском делу Јадранског мора, у акваторији општине Трибуњ, са још три острва Пришњак, Луковник и Совљак.
Налази око 1 км јужно од насеља Трибуњ. Површина острва износи 0,387 км². Дужина обалске линије је 4,02 км.. Највиши врх на острву је висок 45 метара.
На острву се налази резерват за магарце, који су некад били веома популарна и распрострањена домаћа животиња у приморју, острвима и залеђу Далмације.